# Anolis quercorum
Anolis quercorum — вид ігуаноподібних ящірок родини анолісових (Dactyloidae). Ендемік Мексики.

## Поширення і екологія
Anolis purpuronectes мешкають у високогір'ях Оахаки. Вони живуть в гірських дубових рідколіссях та в напівпустельних міжгірських долинах. Зустрічаються на висоті від 1400 до 1800 м над рівнем моря.